# José Antonio Orts
José Antonio Orts (Meliana, Valencia, 15 de enero de 1955) es un artista plástico, compositor sinfónico y artista sonoro español. En 2004 recibió el Premio Alemán de Arte Sonoro (Deutscher Klangkunst Pres). 

## Biografía

### Educación y primeros años
Orts nació en Meliana (Valencia), en 1955. Estudió guitarra, piano y composición (con Amando Blanquer) en el Conservatorio de Valencia. Amplió estudios de composición musical con Yoshihisa Taïra en l'Ecole Normale de Musique de París y en cursos de composición con Luciano Berio y con Iannis Xenakis. Desde 1980 a 1983 diseñó juguetes electrónicos obteniendo un primer premio en el Concurso de Inventiva de Juguetes de la Feria Internacional del Juguete de Valencia en 1980 y dos segundos premios en 1982 y 1983. Obtuvo el título de profesor superior de composición en el Conservatorio de Valencia en 1985.

## Carrera
Orts Estrenó su primera obra para gran orquesta, Genetlíaca, en 1985. En 1986-87 fue profesor de composición musical y jefe de departamento de composición en el Conservatorio de Zaragoza. Después se trasladó a París, con una beca del Ministerio de Asuntos Exteriores, donde escribió y estrenó numerosas obras con intérpretes como Pierre Ives Artaud. Ensemble 2E2M, Sylvio Gualda, Daniel Kientzy, Renaud François (en el Centre Pompidou) Pascale Rouet (obra para órgano, en la catedral de Nôtre Dame de París) etc. También estrenó Transparencias, para gran orquesta sinfónica con la Orquesta de Valencia dirigida por Manuel Galduf, retransmitido en directo por Televisión Española. Desde 1988 a 1991 estuvo como becario de composición en la Academia Española de Bellas Artes en Roma (antiguo Premio Roma) y allí comenzó a interesarse también por las artes plásticas. En septiembre de 1991 presentó en la Sala de Exposiciones de la Universidad de Valencia su primera exposición de pinturas, El Lugar de la Idea, en la que se relacionaba la pintura con la notación musical y las partituras.   
En 1994 presentó al Instituto Francés de Valencia un proyecto que relacionaba la luz con el sonido y fue invitado a desarrollarlo en el Centre National des Arts Plastiques Villa Arson en Niza. Allí participó en la exposición Murs du Son- Murmures en la que mostró su primera instalación sonora fotosensible, Territoires de sons blancs. A partir de entonces trabajó intensamente en instalaciones sonoras, desarrolló nuevos sistemas electrónicos sonoro-musicales, entre ellos un órgano acústico fotosensible que funciona sin aire a presión, patente absoluta concedida en junio del 2000, y que ha utilizado numerosas veces en sus obras posteriores. En 1997 realizó una gran exposición en el IVAM-Centre del Carme.   
Desde 1996 a 1997 fue profesor de composición musical del Conservatorio de Valencia. En 1999 realiza un proyecto para el stand de la Generalidad Valenciana de la feria ARTEBA (Buenos Aires) y produce posteriormente una exposición itinerante por varios países iberoamericanos, entre ellos México D.F. (Galería MUCA, Roma; Museo Universitario de Ciencias y Artes de la UNAM); Guadalajara (Instituto Cultural Cabañas), Montevideo (Museo de Bellas Artes Juan Manuel Blanes); Porto Alegre (II Bienal de las Artes Visuales de Mercosul).  
En el 2001 realizó el proyecto interdisciplinar Antropofonías dentro de la I Bienal de Valencia, que relacionaba la instalación sonora con la escenografía y la danza. En 2002 recibió la beca del DAAD-Berlinerkünstlerprogramm y se trasladó a Berlín donde vivió hasta 2009. Allí inició una etapa muy productiva en la que incorporó nuevos componentes electrónicos a sus materiales plásticos, creó las primeras esculturas e instalaciones sonoras con placas fotovoltaicas que utilizaban la luz normal de la sala de exposiciones como fuente de energía para alimentarlas.  
En 2002 participa en Salamanca Capital Cultural Europea con la exposición Cielo y Fuego para la sala del centro Arzobispo Fonseca. 
En 2003 expone Lúmenes en la DAAD-Galerie en Berlín y produce su primera gran escultura sonora permanente para Aldaya.  
En 2004 estrena en el Palacio de la Música y Congresos de Valencia Weissblau para Gran orquesta, instalación sonora (que produce sonidos acústicos y afinados que recuerdan el mar) y performer sonoro (el cual actúa como solista, tocando un instrumento sonoro fotosensible).
En 2004 recibe el Deutscher Klangkunst Preis por la instalación sonora fotosensible Harmoniengang realizada para el pasaje de columnas del Skulpturenmuseum Glaskasten Marl. 
En 2008 expone en el IVAM el proyecto Tres instalaciones sobre el LLibre dels Fets, en conmemoración del 8º centenario de Jaume I.
En 2009 realiza el proyecto Fluss (Rio) encargo del festival Donaueschinger Musiktage para el Donauhalle, una gran instalación visual y sonora que representa un río que canta con sonidos de agua afinados musicalmente según se mueven los espectadores por su cauce. 
En 2010 realiza el proyecto Sinfonía infinita en tres espacios, encargo del ministerio de cultura para conmemorar el XX aniversario del Auditorio Nacional de Madrid. Primera instalación sonora realizada en dicho auditorio.
A partir de 2007 realiza exposiciones para el Encuentro entre dos Mares - Bienal de Sao Paulo (A Castro Alves, el poeta de los esclavos, 2007), para el Jardín Botánico de Valencia (Algo más, 2010), para el museo MuVIM (Hidrofanías, 2014), para Donaueschinger Musiktage (Zwei Komplementäre Rauminstrumente, 2015), para Bellevue Saal, Wiesbaden (Mensliche Rhythmen Städtische Polyphonien), para el EACC, Castellón (Espais Sensibles, 2018) para Künstlerhaus Saarbrücken (Energie und Empfindsamkeit, 2022), etc. Esculturas permanentes al aire libre para la Universidad Politécnica de Valencia (Universitas Resonans, 2012), para el ayuntamiento de Meliana (Bosc, 2019), para el Ayuntamiento de Foios (Flama, 2019), para la Fundación Künstlerdorf Schöppingen, Münsterland (Wáldchen, 2019) etc. Y obras sinfónicas para conciertos para el festival ENSEMS, (Para tres colores del Arco Iris, para grupo instrumental e instalación sonora y luminosa, 2007), (Paisaje de Clarinete, para Clarinetista, performer e instalación sonora fotosensible, 2007), Para Rafelfestival-encargo del Ministerio de Cultura (Quinteto luminoso, para grupo instrumental, performer e instalación sonora y luminosa, 2016), para el Palau de la Música de Valencia, (Poemari, para recitador, instalación sonora y gran orquesta sinfónica, 2018), para el grupo Amores-Ministerio de Cultura (Influunt, para tres percusionistas, performer e instalación sonora, 2020), etc.
Sus obras han tenido una amplia difusión internacional, especialmente en Alemania, donde fue artista residente del DAAD -Berlinerkünstlerprogramm y recibió importantes encargos como los de Donaueschinger Musiktage en 2009 y en 2015.
A lo largo de su carrera ha vivido en París, Roma, Niza, Berlín y Wiesbaden. Actualmente reside en Valencia. 

## Características de su obra
Como compositor su obra se caracteriza por su rigor, por la búsqueda de nuevas sonoridades, por intentar ampliar las posibilidades expresivas de la orquesta sinfónica contemporánea mediante la incorporación de la instalación sonora (conjunto de dispositivos electrónicos que producen sonidos acústicos creado específicamente para cada obra) y por ampliar el discurso musical al relacionarlo con otras artes. Se le considera uno de los compositores valencianos más sólidos de las últimas décadas. Ha sido profesor de composición musical en diferentes conservatorios en España.
Su trabajo en artes plásticas, basado en técnicas de invención propia, en el uso de los componentes electrónicos como material artístico, en el pensamiento musical, y en la interactividad y participación del espectador en la obra, es de una singularidad radical. Sus trabajos interdisciplinares se han considerado como una importante referencia en el tema de la relación entre las artes, especialmente en el de la relación entre escultura y música.
Como artista plástico su trabajo se caracteriza por su relación esencial con la música, por el uso de la interactividad para crear una obra que se expande conceptualmente al provocar un diálogo entre obra y espectador hasta convertir a éste en parte integrante de la pieza, y por la unión esencial entre forma y función como base de su singular estética. Está considerado como un verdadero maestro de la instalación sonora.

## Principales composiciones musicales estrenadas
- Genetliaca, para gran orquesta sinfónica. Estrenada por la Orquesta Municipal de Valencia, dir. Manuel Galduf, Teatro Principal, Valencia 24 de octubre de 1985.
- Transparencias, para gran orquesta sinfónica, Estrenada en el Palau de la Música, Valencia 24 de junio de 1988, interp. Orquesta Municipal de Valencia, dir. Manuel Galduf. Retransmitido en directo por Televisión Española.
- Tiempo Atrapado, para conjunto instrumental, Festival de Música Contemporánea, Alicante 22 de septiembre de 1989, interp. Grup Contemporani, dir. Manuel Galduf. Encargo del C.D.M.C. Ministerio de Cultura.
- Poliédrica, para grupo de cámara. Festival Romaeuropa, Roma 22 de junio de 1990, interp. Grupo Círculo, dir. José Luis Temes.
- Matérica, para grupo instrumental, XVI Ciclo de Cámara y Polifonía, Auditorio Nacional, Madrid 10 de febrero de 1994, interp. Ensemble Erwartung, dir. Bernard Desgraupes. Encargo de la Orquesta y Coros Nacionales de España.
- Essència de focs, para gran orquesta sinfónica con siete percusionistas, Palau de la Música, Valencia 3 de febrero de 1995, interp. Orquesta de Valencia, dir. David Parry. Encargo de la Consejería de Cultura de la Generalidad Valenciana.
- Lux, para trio de percusión, luces e instrumentos fotosensibles, Percussive Arts Society-International Convention 98, Auditorium of the Convention Center, Orlando (EE. UU.) 5 de noviembre de 1998, interp. Grupo Amores. Encargo de la Consejería de Cultura de la Generalidad Valenciana.
- Sperits Clars, para gran orquesta, coro e instrumentos fotosensibles, Palacio de la Música, Valencia 30 de octubre de 1999. Orquesta Filharmònica de la Universitat de València y Orfeó Universitari, interp. Cristóbal Soler. Obra encargo de la Universitat de València en conmemoración de su V centenario.
- Epoda, para grupo instrumental, Auditori Nacional de Catalunya, Barcelona 14 de diciembre de 2000, interp. Grup Instrumental de València, dir. Joan Cerveró.
- Antropofonías, obra interdisciplinar, instalación musical fotosensible y espectáculo coreográfico musical, I Bienal de Valencia 2001, sala La Gallera. Producción del Instituto Valenciano de la Música en Colaboración con el Centro Coreográfico de la Comunidad Valenciana.[14]
- Anochecer en la Cartuja, performance para un intérprete e instrumentos musicales fotosensibles. Universidad Internacional de Andalucía-Centro Andaluz de Arte Contemporáneo, La Cartuja, Sevilla 15 de septiembre de 2003, interp. el autor.
- Weissblau, para performer solista, instalación sonora y gran orquesta sinfónica, Palacio de la Música y Congresos de Valencia, 4 de junio de 2004, interp. Orquesta de Valencia, dir. Miguel Ángel Gómez Martínez. Obra encargo del Instituto Valenciano de la Música.
- Para tres colores del arco iris, para flauta, clarinete, percusión, luces e instrumentos sonoros fotosensibles, Festival Ensems, Teatro Talía, Valencia 7 de mayo de 2007, interp. Grup Instrumental de València,
- Expansión, para clarinete e instalación sonora fotosensible, Festival Ensems, Teatro Talía, Valencia 8 de mayo de 2007, interp. José Cerveró (clarinete) y el autor (performer sonoro).
- Quinteto luminoso, para clarinete, saxofón tenor, violín, violoncello, luces e instrumentos sonoros fotosensibles, Rafelfestival, Plaza Dr. Miquel Romeu, Rafelbunyol 9 de octubre de 2016, interp. Ensemble d'Arts.[15]
- Poemari, para recitador, instalación sonora y gran orquesta sinfónica. Palacio de la Música y Congresos de Valencia, 13 de abril de 2018, interp. Ismael Carretero y Orquesta de Valencia, dir. Pablo Rus Broseta. Obra encargo del Festival Ensems.
- Influunt, para tres percusionistas e instalación sonora. Palacio de las Artes Reina Sofía, Valencia, 30 de septiembre  de 2020, interp. Grupo Amores y el autor. Obra encargo del Ministerio de Cultura.

## Principales proyectos expositivos realizados
- 1991  El lugar de la Idea, Sala de Exposiciones de la Universidad de Valencia, pinturas.
- 1995  Territoires de sons colorés, Fondation Maeght, Saint-Paul, sala Giacometti, sala Braque y Chapelle. Festival Manca, instalaciones sonoras fotosensibles.
- 1997  Doble Ostinato, IVAM Centre del Carme, Valencia, instalaciones sonoras fotosensibles;
- 1999  ARTE-BA 99, stand de la Generalidad Valenciana, Buenos Aires, instalaciones sonoras fotosensibles e instalaciones luminosas; Volumen, Galería MUCA, Roma; Museo Universitario de Ciencias y Artes de la UNAM, México D. F., instalaciones sonoras fotosensibles;
- Palacete del Embarcadero, Santander, instalaciones sonoras fotosensibles.
- 2000  Composición infinita,  Inventionen 2000-Berliner Festival Neuer Musik, Rathauspassagen, Berlín, instalaciones sonoras fotosensibles.
- 2001  Antropofonías, I Bienal de Valencia, sala La Gallera, instalación musical fotosensible y espectáculo coreográfico musical con escenografía sonora fotosensible.[16]
- 2002  Cielo y fuego, Capilla y patio del claustro del Colegio Arzobispo Fonseca (Salamanca), Universidad de Salamanca-Capitalidad Cultural Europea, instalaciones sonoras fotosensibles.
- 2002Territorio estelado, Inventionen 2002-Berliner Festival Neuer Musik, Staatsbank (Berlín), instalaciones sonoras sensibles a la energía del movimiento del espectador.
- 2003  Lúmenes, DAAD Galerie, Berlín,[17] instalaciones sensibles sonoras y luminosas; Laberinto de Energías, Kryptonale 9, Grosser Wasserspeicher, Berlín, instalaciones sensibles sonoras y luminosas.
- 2004  Espais sensibles, Centro de Cultura Sa Nostra,[18] Palma Mallorca, instalaciones sensibles sonoras y luminosas; Stellarium, Galería Tomás March, Valencia, instalaciones y esculturas luminosas sensibles; Harmoniengang, Skulpturenmuseum Glaskasten, Marl, instalación sonora fotosensible. Premio Alemán de Arte sonoro 2004.[19]
- 2005  Armonías del Agua,[20] sala La Gallera, Consorci de Museus de la Comunitat Valenciana (Valencia), instalaciones sonoras sensibles.[21]
- 2008  José Antonio Orts. Cibernética revisitada: una mirada retrospectiva, Centro del Carmen, Observatori 2008 (Valencia).
- 2009  Fluss, Donaueschinger Musiktage 2009, Donaueschingen, instalación sonora sensible al paso de los espectadores.[22]
- 2010  Algo más, Jardín Botánico de la Universidad de Valencia, instalaciones y esculturas sensibles; Sinfonía infinita en tres espacios, Auditorio Nacional de Música (Madrid), instalaciones y esculturas sonoras sensibles. Encargo del Ministerio de Cultura en conmemoración del XX aniversario del Auditorio Nacional.
- 2013 Empfindlichen Skulpturen, The Solo Project, Cànem Galeria (Basel).[23]
- 2014  Hidrofanías, MuVIM, Sala Parpalló, Valencia, instalaciones y esculturas sonoras y luminosas.[24]
- 2015 Zwei Komplementäre Rauminstrumente, Donaueschinger Musiktage 2015, Alte Hofbibliothek, Donaueschingen, instalaciones sensibles sonoras y visuales; Mensliche Rhythmen, Städtische Polyphonien, Bellevue Saal, Wiesbaden, instalaciones y esculturas sensibles sonoras y luminosas.[25]
- 2016 Interrelaciones, Galería Punto, Valencia, esculturas e instalaciones sensibles.[26]
- 2018 Espais Sensibles, EACC, Espai d'Art Contemporani de Castelló, Castellón, instalaciones y esculturas sonoras y luminosas sensibles; Sortilegis, performances de llum i so, EACC, Castellón, performances.[27]
- 2022 Energíe und Empfindsamkeit, Saarländisches Künstlerhaus, Saarbrücken, esculturas e instalaciones sonoras y luminosas sensibles.[28]
- 2024 “Aire, Aigua i Llum” Museu de la Ciutat, Valencia. Esculturas e instalaciones sonoras y luminosas sensibles.

## Obras permanentes en espacios públicos
- Armonías, Cinturón Verde, Aldaia (Valencia), conjunto permanente de esculturas sonoras sensibles a la luz natural.[29]
- Pulsaciones, Hospital de Denia, Colección DKV, escultura en acero inoxidable.[30]
- Universitas Resonans, Campus de la Universidad Politécnica de Valencia, escultura sonora fotosensible.[31]
- Bosc, Plaça de l'1 de Maig, Meliana, escultura sonora fotosensible y autónoma.[32]
- Huit Canelles, Museo MuVIM, Valencia, acceso principal, escultura sonora fotosensible.
- Flama, Ronda oeste, Foios, escultura en acero inoxidable.
- Wäldchen, Stiftung Künstlerdorf, Schöppingen (Münster) escultura sonora fotosensible y autónoma.[33]

## Premios y reconocimientos
- 1980  Primer Premio Concurso Nacional de Inventiva de Juguetes de la Feria Internacional de Muestras de Valencia.
- 1982  Segundo Premio Concurso Nacional de Inventiva de Juguetes de la Feria Internacional de Muestras de Valencia.
- 1983  Segundo Premio Concurso Nacional de Inventiva de Juguetes de la Feria Internacional de Muestras de Valencia.
- 1985  Beca para los cursos de Iannis Xenakis, Association Acanthes de Paris.
- 1986  Beca de ampliación de estudios en el extranjero para L’École Normale de Musique de Paris, Ministerio de Cultura, en 1986-1987 y en 1987-1988.
- 1988  Beca de Música en la Academia Española de Bellas Artes en Roma, Ministerio de Asuntos Exteriores, (Premio Roma), en 1988-1989 y en 1989-1990.
- 1994  Artista invitado por el Centre National des Arts Plastiques Villa Arson (Niza) para desarrollar un proyecto de instalación sonora fotosensible, noviembre 1994-julio 1995.
- 1998  Premio Adquisición de Obra de Arte Electrónico, Fundación ARCO. ARCO 98, Madrid.
- 1999  Beca Endesa para Artes Plásticas 1999-2001.
- 2000  Beca del Berliner Künstlerprogramm del DAAD,  junio-agosto 2000.
- 2002  Artista residente del Berliner Künstlerprogramm del DAAD, mayo 2002-mayo 2003.
- 2004  Beca para Artes Plásticas Fundación Marcelino Botín; Deutsche Klangkunst Preis (Premio Alemán de Arte Sonoro 2004).[34]
- 2005  Premio Bienal de Escultura Riofisa por una escultura sonora fotosensible.
- 2012  Artista residente KWW (Kunst-Wissenschaft-Wirtschaft) Stifftung Künstlerdorf Schöppingen.[35]
- 2013  Artista residente KWW (Kunst-Wissenschaft-Wirtschaft) Stifftung Künstlerdorf Schöppingen.
- 2015  Artista residente Kunsthaus Wiesbaden. Kunstverein Bellevue Saal Stipendium.[36]
- 2018  Premio Fundación Cañada Blanch (artes plásticas).[37]